# Agnieszka Ogonowska
Agnieszka Ogonowska – literaturoznawca, filmoznawca, medioznawca, kulturoznawca.
Doktor habilitowany, adiunkt w Katedrze Literatury XX wieku Instytutu Filologii Polskiej na Wydziale Humanistycznym Uniwersytetu Pedagogicznego im. Komisji Edukacji Narodowej w Krakowie.
Absolwentka psychologii (1999, specjalizowała się w psychologii klinicznej dzieci i młodzieży) i filmoznawstwa (2001) na Uniwersytecie Jagiellońskim, a także Studium Zarządzania i Biznesu przy Katedrze Ekonomii Stosowanej UJ.
Doktorat obroniła na Wydziale Zarządzania i Komunikacji Społecznej UJ w 2002, otrzymując stopień doktora nauk humanistycznych w dziedzinie nauk o sztuce.
Jej zainteresowania naukowe koncentrują się wokół zagadnień związanych z: teorią mediów (zwłaszcza telewizji i Internetu), edukacją medialną, współczesną kultury audiowizualną, liternetem oraz literaturą polską po 1989.
W 2006 otrzymała nagrodę dla młodych uczonych w dziedzinie nauki o sztuce przyznaną przez Fundację na Rzecz Nauki Polskiej.

## Wybrane publikacje
- (z Andrzejem Warunkiem) Quiz. technika, 150 pytań i odpowiedzi, Kraków 2001, Wydawnictwo Aksjomat, ISBN 83-7118-142-6
- Edukacja medialna. Klucz do rozumienia społecznej rzeczywistości Kraków 2003, Towarzystwo Naukowe "Societas Vistulana, ISBN 83-88385-26-7
- Tekst filmowy we współczesnym pejzażu kulturowym, Kraków 2004, Wydawnictwo Naukowe Uniwersytetu Pedagogicznego im. Komisji Edukacji Narodowej w Krakowie, ISBN 83-7271-264-6
- Przemoc ikoniczna. Zarys wykładu, recezenci: Eugeniusz Wilk, Tomasz Szkudlarek; Kraków 2004, Wydawnictwo Naukowe Uniwersytetu Pedagogicznego im. Komisji Edukacji Narodowej w Krakowie, ISBN 83-7271-261-1
- Galaktyka po Gutenbergu...? Reportaż z podróży kulturowych, Kraków 2004, Wydawnictwo Edukacyjne, ISBN 83-89434-56-3
- Voyeuryzm telewizyjny. Między ontologią telewizji a rzeczywistością telewidza, Kraków 2006, Wydawnictwo Naukowe Uniwersytetu Pedagogicznego im. Komisji Edukacji Narodowej w Krakowie, ISBN 83-7271-348-0
- Szkolny słownik mediów elektronicznych, Kraków 2006, Wydawnictwo Edukacyjne
- Między reprezentacją a symulacją. Szkice z socjologii mediów, Kraków 2007, Wydawnictwo Edukacyjne, ISBN 978-83-89434-88-3
- Telewizja w edukacji medialnej, Kraków 2009, Wyd. Universitas, ISBN 978-83-242-0886-9